# 林应武
林应武（1963年1月—），男，汉族，广东汕头人。中华人民共和国政治人物。1981年7月参加工作，工商管理硕士。曾任中共江门市委书记。

## 生平
1981年毕业于广东省财政学校财政专业（中专），后进入广东省财政厅工作；
2005年3月，任广东省劳动和社会保障厅副厅长（2005年9月至2007年6月在中山大学岭南学院高级管理人员工商管理硕士学习）；2009年9月，任广东省人力资源和社会保障厅副厅长；2012年3月，任广东省人力资源和社会保障厅党组书记、副厅长（2012年9月—2012年11月在中央党校厅局级干部进修班学习）；2013年3月，任广东省人力资源和社会保障厅厅长、党组书记；
2016年6月，任中共江门市委书记，2016年9月兼任市人大常委会主任。2021年7月卸任市委书记。